# Pseudoboodon
Pseudoboodon — рід змій родини Lamprophiidae. Представники цього роду мешкають в Ефіопії і Еритреї.

## Види
Рід Pseudoboodon нараховує 5 видів:
- Pseudoboodon abyssinicus Mocquard, 1906
- Pseudoboodon boehmei Rasmussen & Largen, 1992
- Pseudoboodon gascae Peracca, 1897
- Pseudoboodon lemniscatus (A.M.C. Duméril, Bibron & A.H.A. Duméril, 1854)
- Pseudoboodon sandfordorum Spawls, 2004

## Етимологія
Наукова назва роду Pseudoboodon походить від сполучення слова дав.-гр. ψεῦδος — несправжній і наукової назви роду Boodon Günther, 1858 (синонім Boaedon A.M.C. Duméril, Bibron & A.H.A. Duméril, 1854).